# De Nuremberg à Nuremberg
Pour plus de détails, voir Fiche technique et Distribution.
De Nuremberg à Nuremberg est un documentaire de Frédéric Rossif, produit en 1988 par Jean Frydman, traitant du régime nazi, dont le texte est écrit et lu par Philippe Meyer. 
Le titre fait référence aux rassemblements de masse nazis à partir de 1933 à Nuremberg, au début du règne d'Adolf Hitler, et au procès de Nuremberg (1945-1946) après sa chute.

## Synopsis
Le film est découpé, selon les durées, en deux parties ou en quatre.
Pour la durée de 180 minutes, le découpage est en deux parties:
- La Fête et le triomphe: ce segment s'ouvre avec le rassemblement du parti nazi du 15 septembre 1935, à Nuremberg, baptisé Le Triomphe de la volonté[Note 1]. Il se termine par la mort de Stefan Zweig, le 13 février 1942[Note 2]. Cette partie se concentre essentiellement sur la montée du nazisme, puis l'apogée de la guerre de conquête du Troisième Reich et de ses alliés.
- La Défaite et le jugement : ce segment s'ouvre avec la description de la Résistance dans l'Europe occupée par les nazis, mettant en relief les divergences entre les mouvements de résistance, surtout entre les communistes et les autres. Il se termine par l'exécution des hauts responsables allemands, à la suite du procès de Nuremberg, et par des extraits d'une pièce de théâtre de Peter Weiss, Enquête sur Auschwitz[Note 3], jouée à Berlin vingt ans après la chute de la ville. Cette partie se concentre sur le recul progressif des forces allemandes devant les forces des Alliés, conjugué avec la montée en puissance des mouvements de résistance, avant la défaite finale de l'Allemagne, de l'Italie et du Japon ; puis la tenue du procès focalise le documentaire sur le détail des atrocités commises durant la guerre.

Pour la version de 238 minutes, le découpage est en quatre parties:
- La Fête et le triomphe
- Le Temps de la résistance
- Le Tournant décisif
- La Défaite et le jugement

## Fiche technique
- Réalisation : Frédéric Rossif
- Musique : Vangelis
- Genre : documentaire
- Montage : Marie-Sophie Dubus[4]
- Année de production : 1988[5]
- Année de diffusion : 1989
- Pays :  France
- Langue : français
- Production : Antenne 2
- Société de distribution en DVD : Éditions Montparnasse

## Distribution
- Philippe Meyer : narrateur

## Réalisation
Philippe Meyer et Frédéric Rossif décident que le texte narratif ne devra pas refléter une quelconque morale ou indignation, ou un parti pris, les faits simples étant à leurs yeux suffisants pour attirer l'attention et la réflexion du spectateur. Afin de laisser toute latitude à la visualisation du film, le texte, qui au départ devait être lu par un acteur, est finalement lu par son auteur, afin de s'assurer que la narration ne sera pas "jouée", mais sera au contraire la plus neutre possible, la plus proche d'un ton factuel.
Meyer précise que certains faits, notamment le pacte germano-soviétique et ses corrélations (notamment le fait que l'essence des bombardiers allemands bombardant Londres avait été fournie par les Soviétiques), étaient peu connus en 1986, et que ce documentaire a fait découvrir à ses spectateurs certains aspects encore cachés du conflit. Remis à Antenne 2 deux ans avant sa diffusion (1987), le film ne sera diffusé qu'après l'élection présidentielle française de 1988, afin de ne pas avoir l'air de prendre parti contre le candidat de l'extrême-droite. D'autres arguments, tels que la possible « division des Français » sur le sujet, ou le fait que « le nazisme n'intéresse plus personne », seront avancés, bloquant encore pour un temps le passage à l'antenne du documentaire.

## Remarque
La carte utilisée pour montrer le déplacement des troupes dans le film est fausse, car anachronique: en effet, elle montre les pays européens avec leurs frontières politiques post-seconde guerre mondiale (excepté pour la division allemande),.